# Синулог

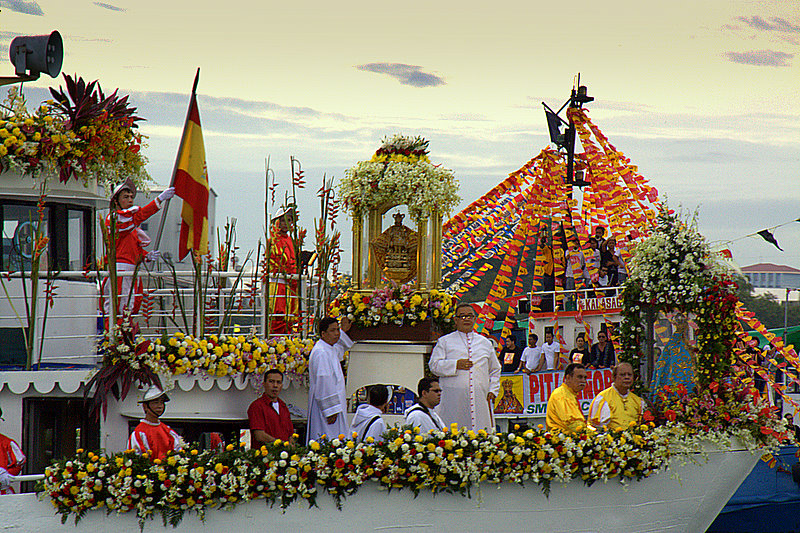
Фестиваль Синулог, 2009 год.

Синулог (Sinulog) — ежегодный фестиваль, проводимый на Филиппинах в городе Себу в январе. Проводится с 1980 года.
Праздник посвящён Святому Младенцу Христу (исп. Santo Niño) и начинается в третье воскресенье января. Продолжается девять дней и завершается красочным парадом-шествием.
Впервые фестиваль Синулог был проведён в 1980 году.
Праздники меньшего масштаба в честь Святого Младенца проводятся в других провинциях Филиппин и в Макао.

## Суть
В основу фестиваля входит танцевальный ритуал, с помощью которого поясняется история языческого прошлого филиппинского народа и принятия им христианства. Слово «Sinulog „означает“ изящный танец».
С годами Синулог превратился в традицию города Себу.
Ныне в рамках фестиваля проводятся различные конкурсы (художественные выставки, конкурсы красоты, фотоконкурсы, конкурсы пения, конкурсы танцев), концерты, уличные ярмарки. Благодаря влиянию данного фестиваля, город Себу был признан «городом культуры» Ассоциацией государств Юго-Восточной Азии (АСЕАН).
В 2012 году фестиваль впервые транслировался в прямом эфире на крупном телевидении, а также в интернете.